# Ajhuwa
Ajhuwa é uma vila e uma nagar panchayat no distrito de Kaushambi, no estado indiano de Uttar Pradesh.

## Demografia
Segundo o censo de 2001, Ajhuwa tinha uma população de 14,421 habitantes. Os indivíduos do sexo masculino constituem 52% da população e os do sexo feminino 48%. Ajhuwa tem uma taxa de literacia de 49%, inferior à média nacional de 59.5%; com 63% para o sexo masculino e 37% para o sexo feminino. 18% da população está abaixo dos 6 anos de idade.